# Château-Landon
Château-Landon is een gemeente in het Franse departement Seine-et-Marne (regio Île-de-France) en telt 3364 inwoners (1999). De plaats maakt deel uit van het arrondissement Fontainebleau.

## Geografie
De oppervlakte van Château-Landon bedraagt 29,3 km², de bevolkingsdichtheid is 114,8 inwoners per km².
De onderstaande kaart toont de ligging van Château-Landon met de belangrijkste infrastructuur en aangrenzende gemeenten.

## Demografie
Onderstaande figuur toont het verloop van het inwonertal (bron: INSEE-tellingen).